# 소마미술관
소마미술관은 서울특별시 송파구 방이동에 위치한 미술관이다. 서울 올림픽 공원 내에 위치한다. 1988년 올림픽공원이 개원할 때 조성되었던 야외 조각공원을 시작으로 1998년에 미술관으로 등록하고, 2004년에 서울 올림픽 미술관이라는 이름으로 개관했다. 미술관 건축 및 조경 설계는 건축가 조성룡과 서안조경이 맡았다. 2006년에 서울 올림픽 미술관(Seoul Olympic Museum of Art)의 영문 이니셜을 활용해 소마미술관(SOMA)이라는 이름으로 개명했다.

## 사진

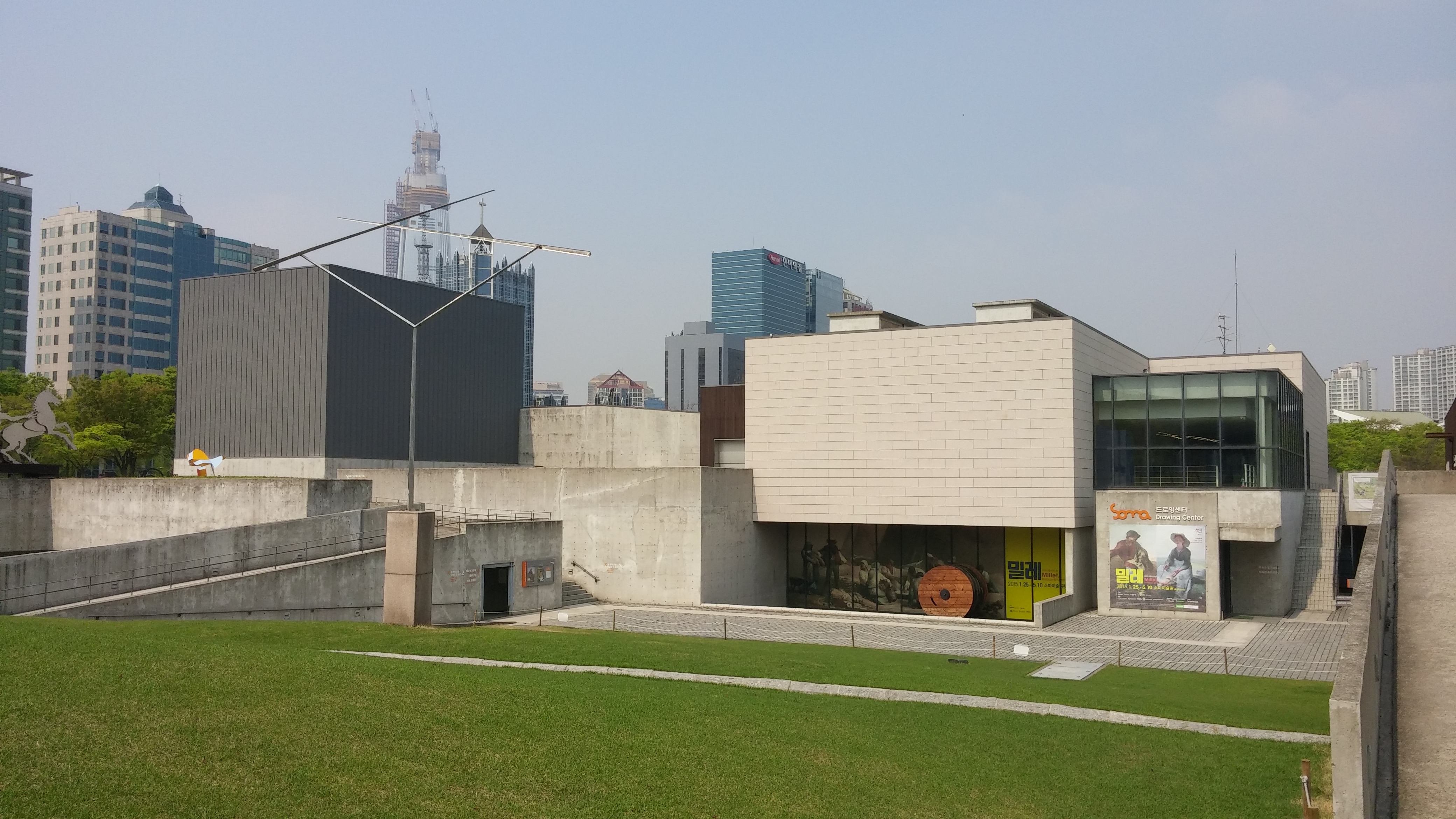
소마미술관
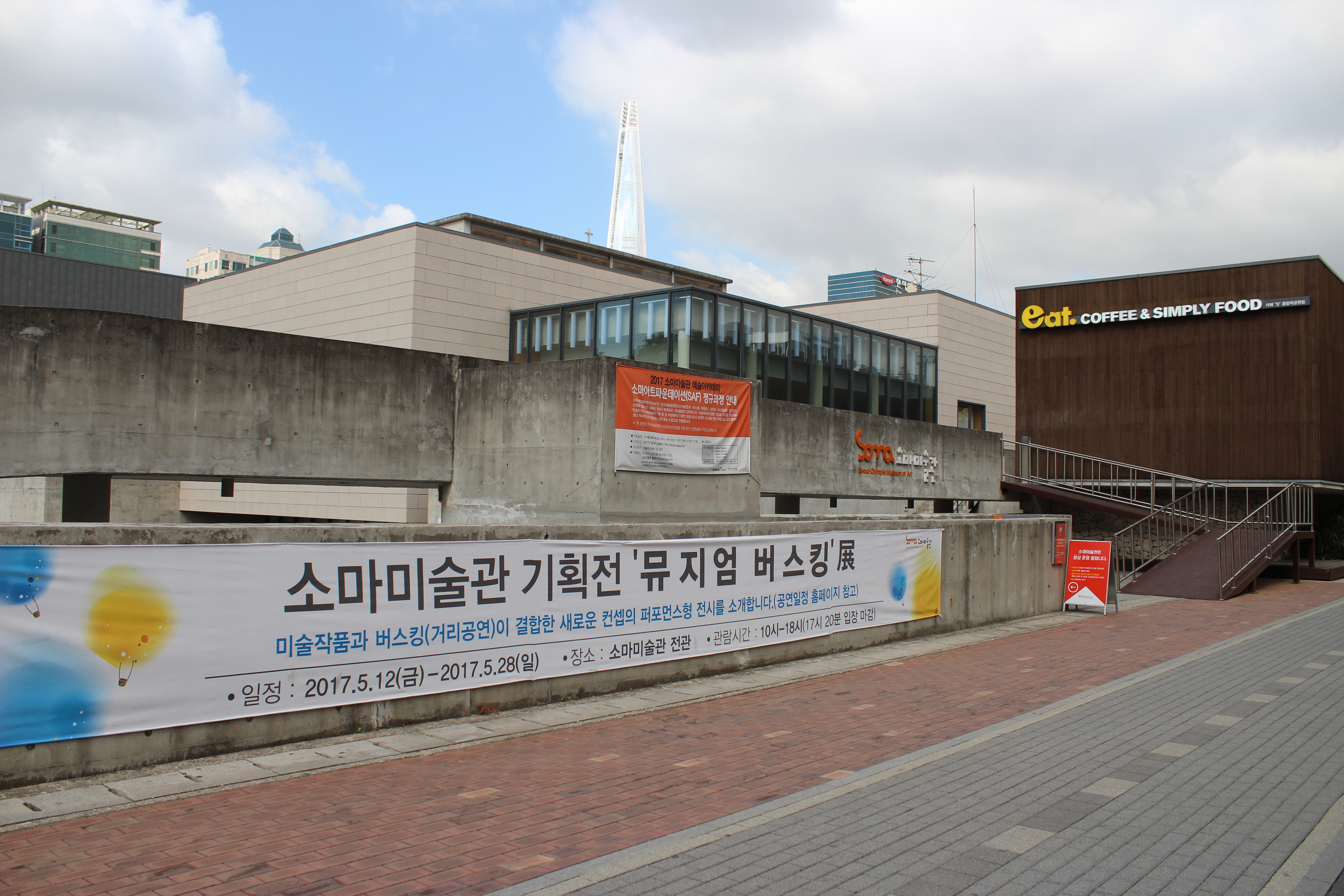
소마미술관
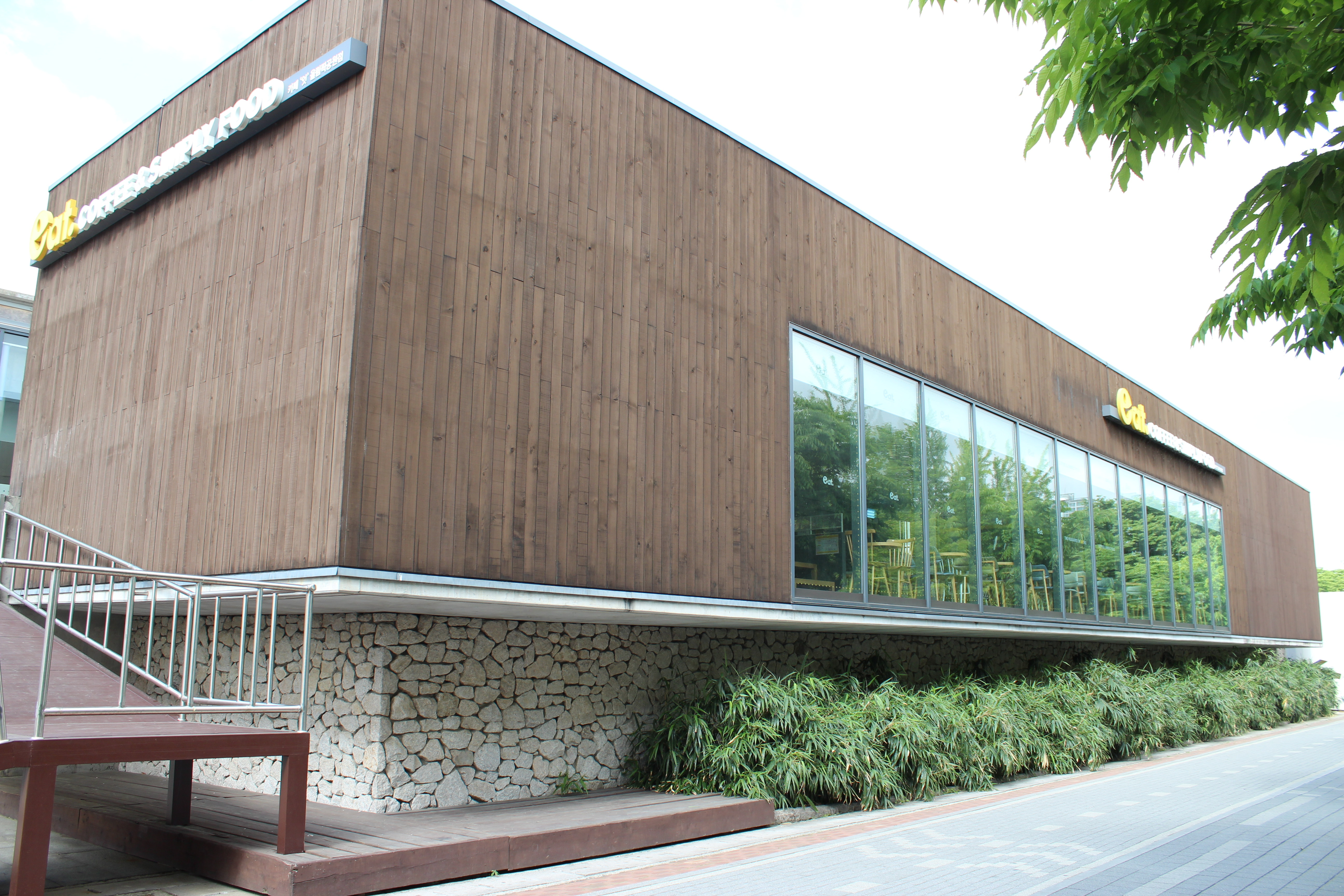
소마미술관
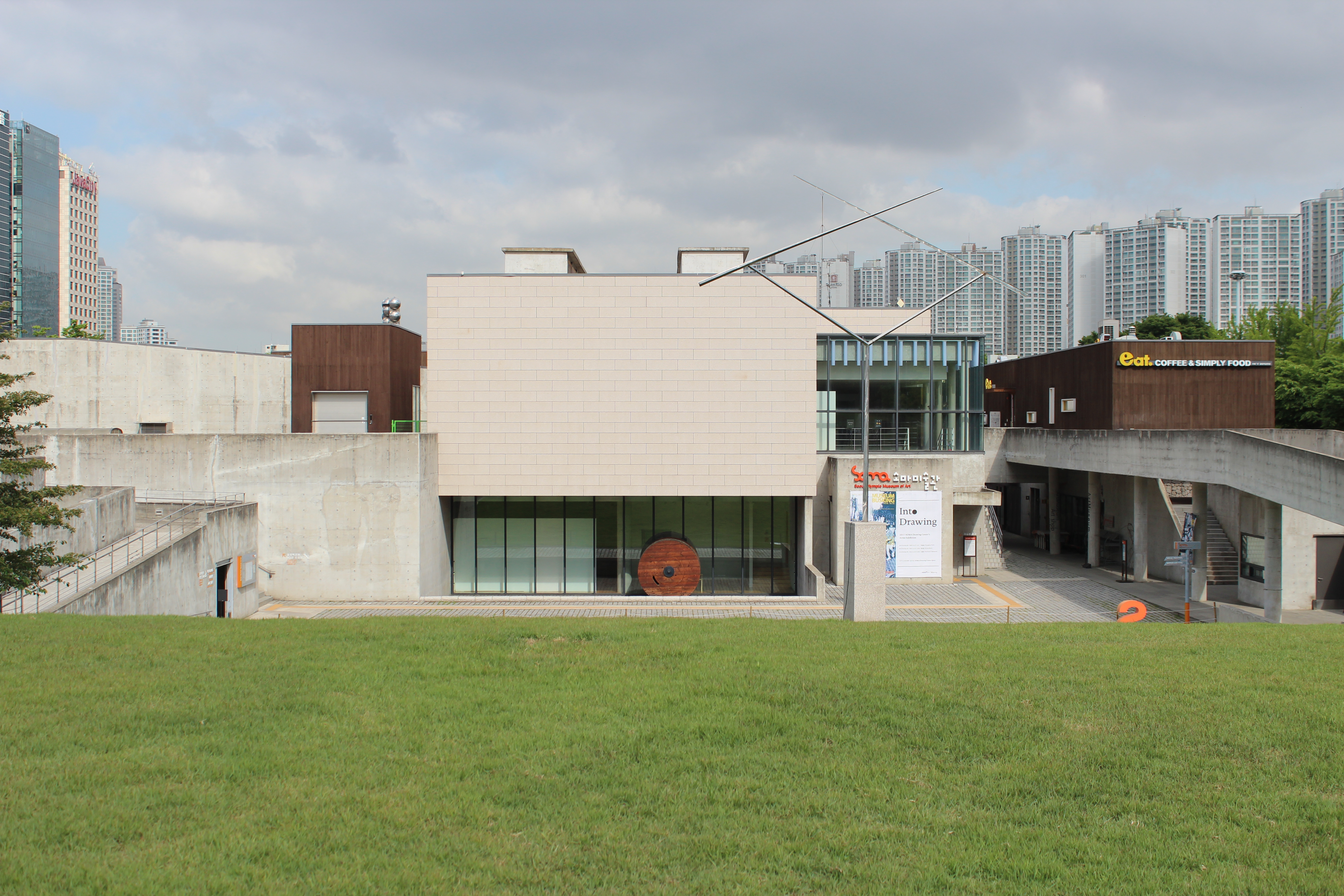
소마미술관
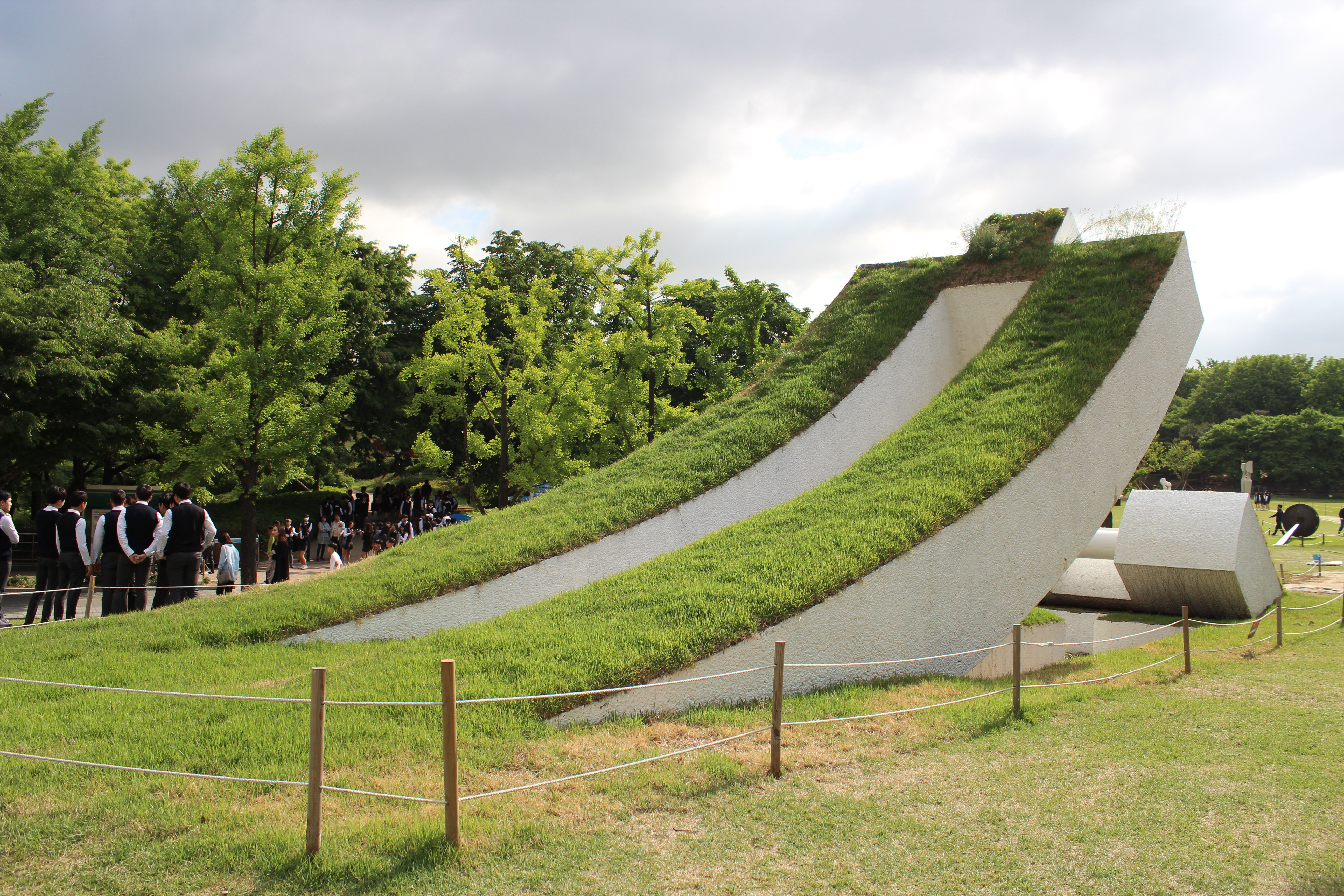
소마미술관 근처 예술작품
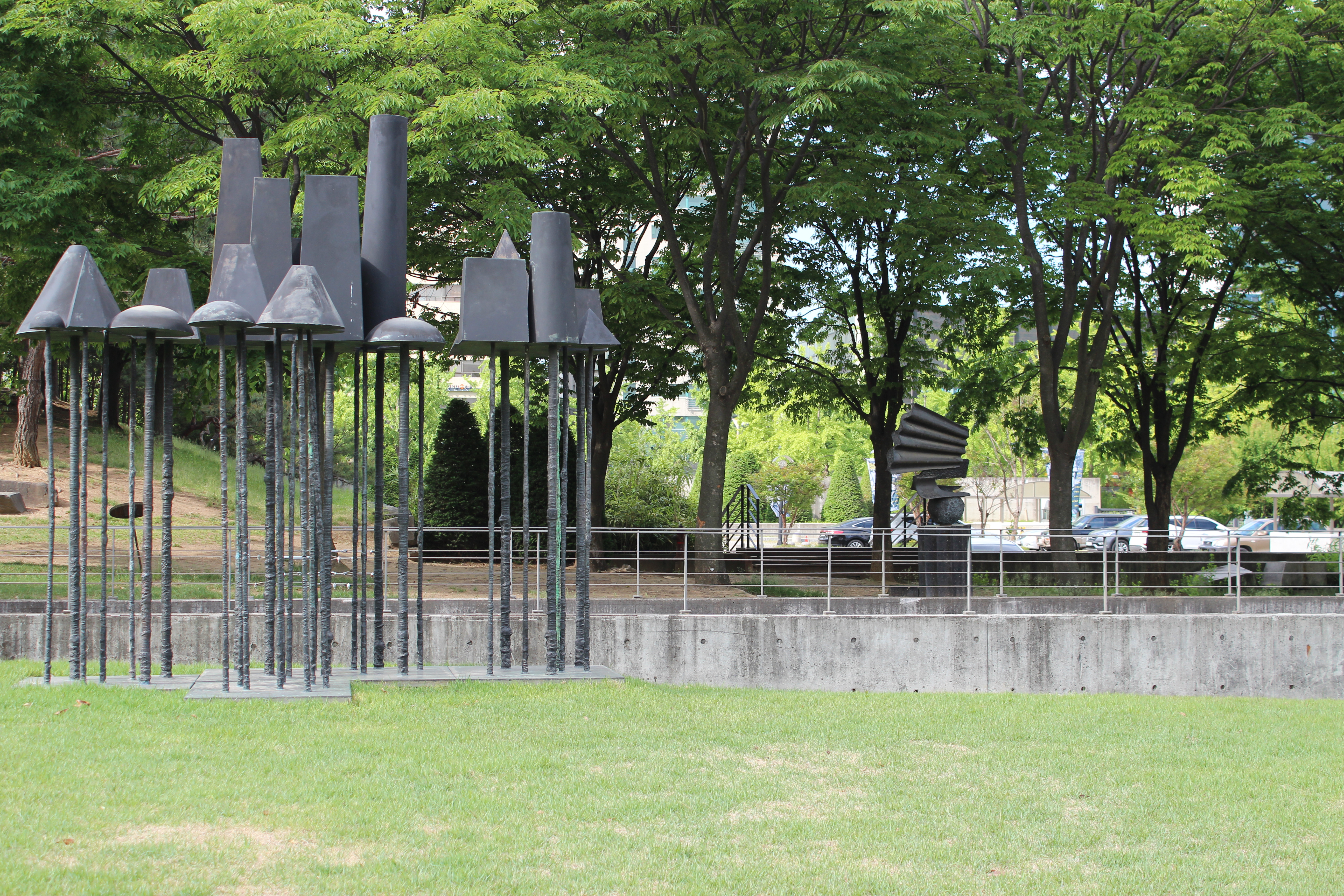
소마미술관 근처 예술작품

## 같이 보기
- 대한민국의 박물관과 미술관 목록